# Pteridium arachnoideum
Pteridium arachnoideum là một loài thực vật có mạch trong họ Dennstaedtiaceae. Loài này được (Kaulf.) Maxon miêu tả khoa học đầu tiên năm 1924.